# Luís Gonzaga Silva Pepeu

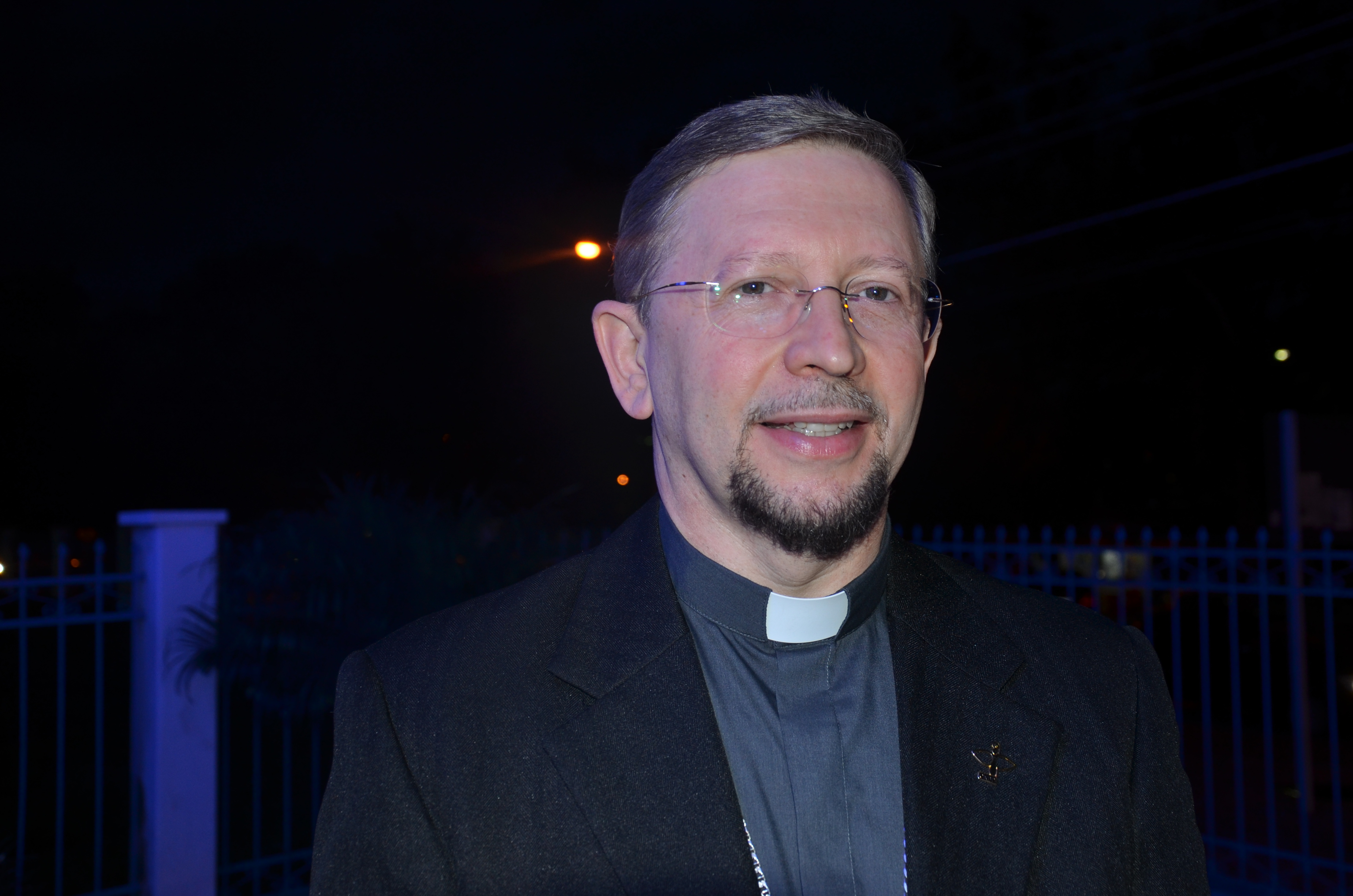
Erzbischof Luís Gonzaga Silva Pepeu (2014)

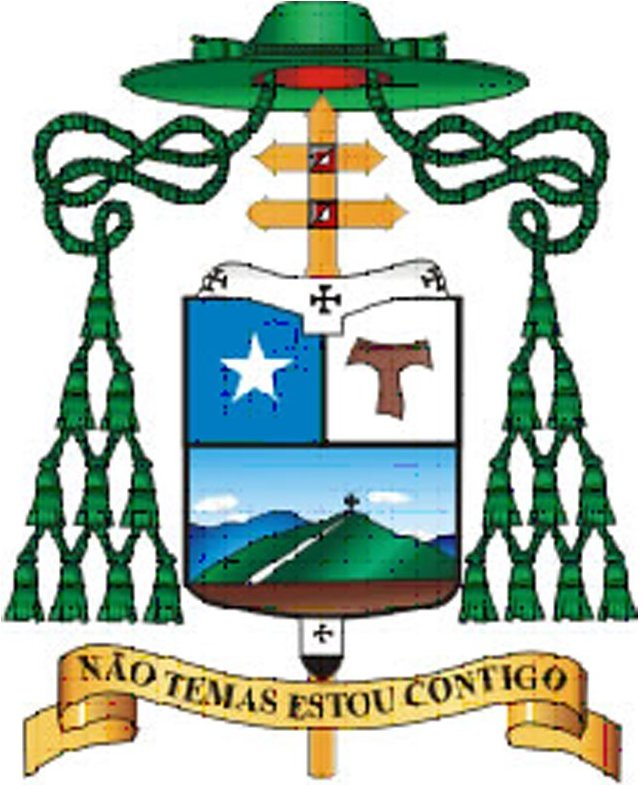
Erzbischofswappen

Luís Gonzaga Silva Pepeu OFMCap (* 18. Februar 1957 in Caruaru) ist ein brasilianischer Geistlicher und emeritierter römisch-katholischer Erzbischof von Vitória da Conquista.

## Leben
Luís Gonzaga Silva Pepeu trat der Ordensgemeinschaft der Kapuziner bei und empfing am 8. Dezember 1982 die Priesterweihe.
Papst Johannes Paul II. ernannte ihn am 13. Juni 2001 zum Bischof von Afogados da Ingazeira. Die Bischofsweihe spendete ihm der Bischof von Caruaru, Antônio Soares Costa, am 6. Oktober desselben Jahres; Mitkonsekratoren waren Francisco Austregésilo de Mesquita Filho, Altbischof von Afogados da Ingazeira, und Paulo Cardoso da Silva OCarm, Bischof von Petrolina. Als Wahlspruch wählte er NE TIMEAS TECUM EGO SUM.
Papst Benedikt XVI. ernannte ihn am 11. Juni 2008 zum Erzbischof von Vitória da Conquista.
Papst Franziskus nahm am 9. Oktober 2019 seinen vorzeitigen Rücktritt an.